# 真夜中のヒーロー (エレファントカシマシの曲)
「真夜中のヒーロー」（まよなかのヒーロー）は、エレファントカシマシの21stシングル。1999年4月28日にポニーキャニオン/FAITHFUL.から発売。

## 概要
初のマキシシングル。両曲ともタイアップが付いており、当初は両A面表記だったが、公式サイト上で単独A面に修正されている。現在は廃盤。
このリリース作品を最後にポニーキャニオンから東芝EMIへ移籍している。
「真夜中のヒーロー」は、『エレファントカシマシ SINGLES1988-2001』のみに収録されている。
「旅の途中」は、現在もアルバム未収録曲。同じくアルバム未収録曲である「東京ジェラシィ」などと違い、このシングルは配信されているため、「旅の途中」は音源のみならば入手可能である。

## 収録曲
作詞・作曲：宮本浩次
編曲：宮本浩次・佐久間正英
1. 真夜中のヒーロー (4'14")
  - テレビ朝日系「サンデージャングル」オープニング・テーマ
2. 旅の途中 (5'03")
  - 大鵬薬品「チオビタドリンク2000」CMソング